# Adesmus nigriventris
Adesmus nigriventris är en skalbaggsart som först beskrevs av Edmond Jean-Baptiste Fleutiaux och Sallé 1889.  Adesmus nigriventris ingår i släktet Adesmus och familjen långhorningar.
Artens utbredningsområde är Guadeloupe. Inga underarter finns listade i Catalogue of Life.